# Arnaldo Cavallari
Arnaldo Cavallari, né le 13 juillet 1932 à Fiesso d'Artico et mort le 2 avril 2016 à Adria, est un ancien pilote de rallye italien.

## Biographie
Ses études et son milieu familial le portent à passer un doctorat en économie et commerce.
Sa carrière en compétitions de rallyes s'étale de 1953 à 1976 (dernière course en Côte d'Ivoire).
Licencié au Jolly Club de Milan, il remporte notamment le Trophée International des rallyes et le rallye du Frioul et des Alpes orientales en 1966, ainsi que le rallye de Saint-Marin en 1970.
Il préside aux destinées de l'U.S. Adriese (football) de 1988 à 1998.
Industriel du pain dans la région d'Adria, il est ainsi à l'origine de la ciabatta en 1982, de la fabrication  du Plus grand panini du monde en 1998 (4,38 km1), ainsi que promoteur du Rallye du Pain à partir de 1984. En 1999, il fonde l'Académie du pain italienne.

## Titres
- Champion d'Europe centrale des rallyes (Mitropa Cup FIA): 1966 (sur Alfa Romeo Giulia GTA) (3e du rallye autrichien des Alpes, du Munich-Vienna-Budapest, 5e du rallye des Tulipes..);
- Quadruple Champion d'Italie des Rallyes: 1962 (sur Alfa Romeo Giulietta TI), 1963 (sur Alfa Romeo Giulietta TI), 1964 (sur Alfa Romeo Giulia GT), et 1968 (sur Lancia Fulvia 1.3 Coupé HF);
- Champion d'Italie GT (Gr.3): 1971;
- Champion d'Italie universitaire des rallyes: 1954.